# Cischweinfia dasyandra
Cischweinfia dasyandra är en orkidéart som först beskrevs av Heinrich Gustav Reichenbach, och fick sitt nu gällande namn av Robert Louis Dressler och Norris Hagan Williams. Cischweinfia dasyandra ingår i släktet Cischweinfia och familjen orkidéer. Inga underarter finns listade i Catalogue of Life.

## Bildgalleri

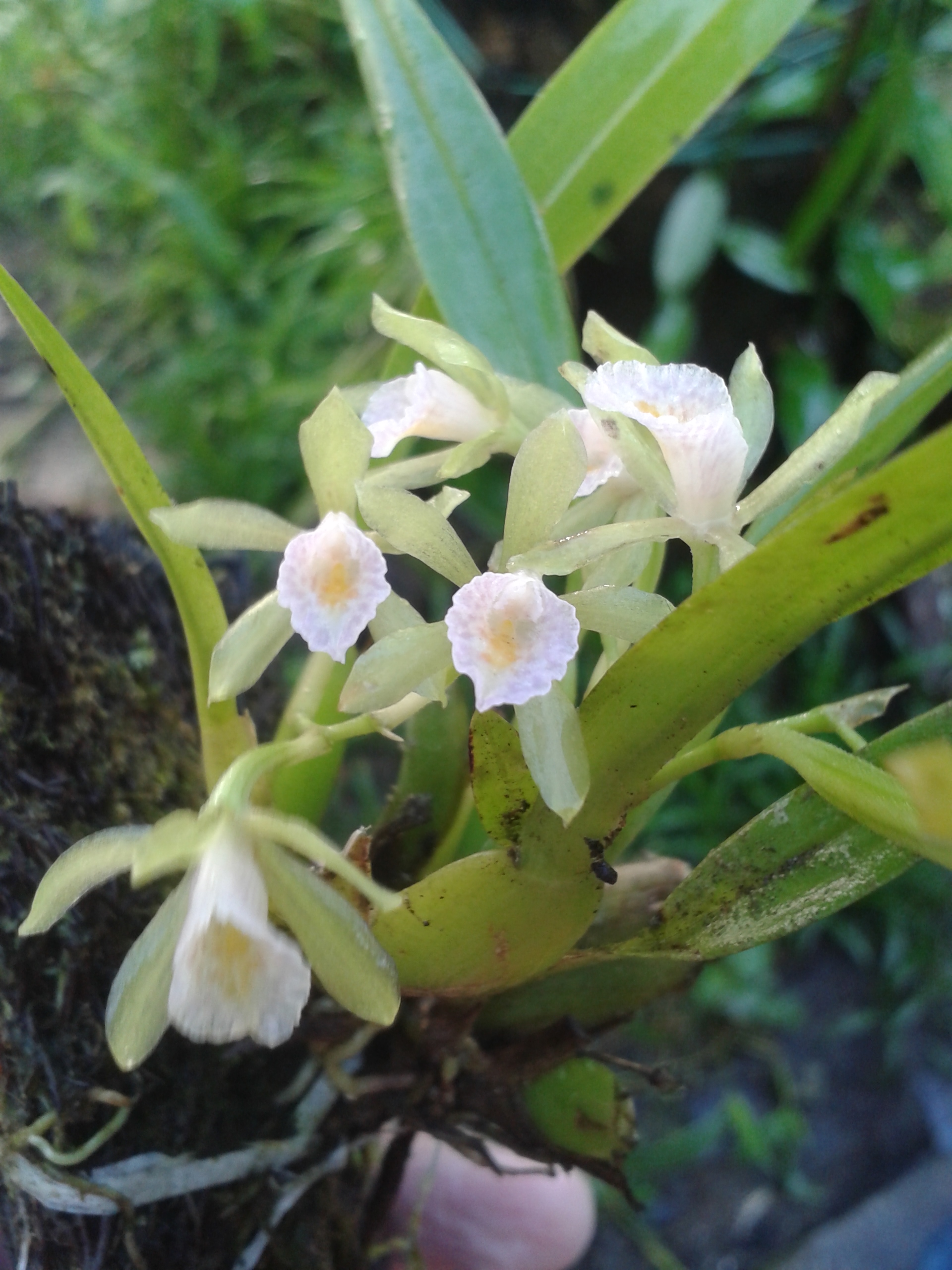
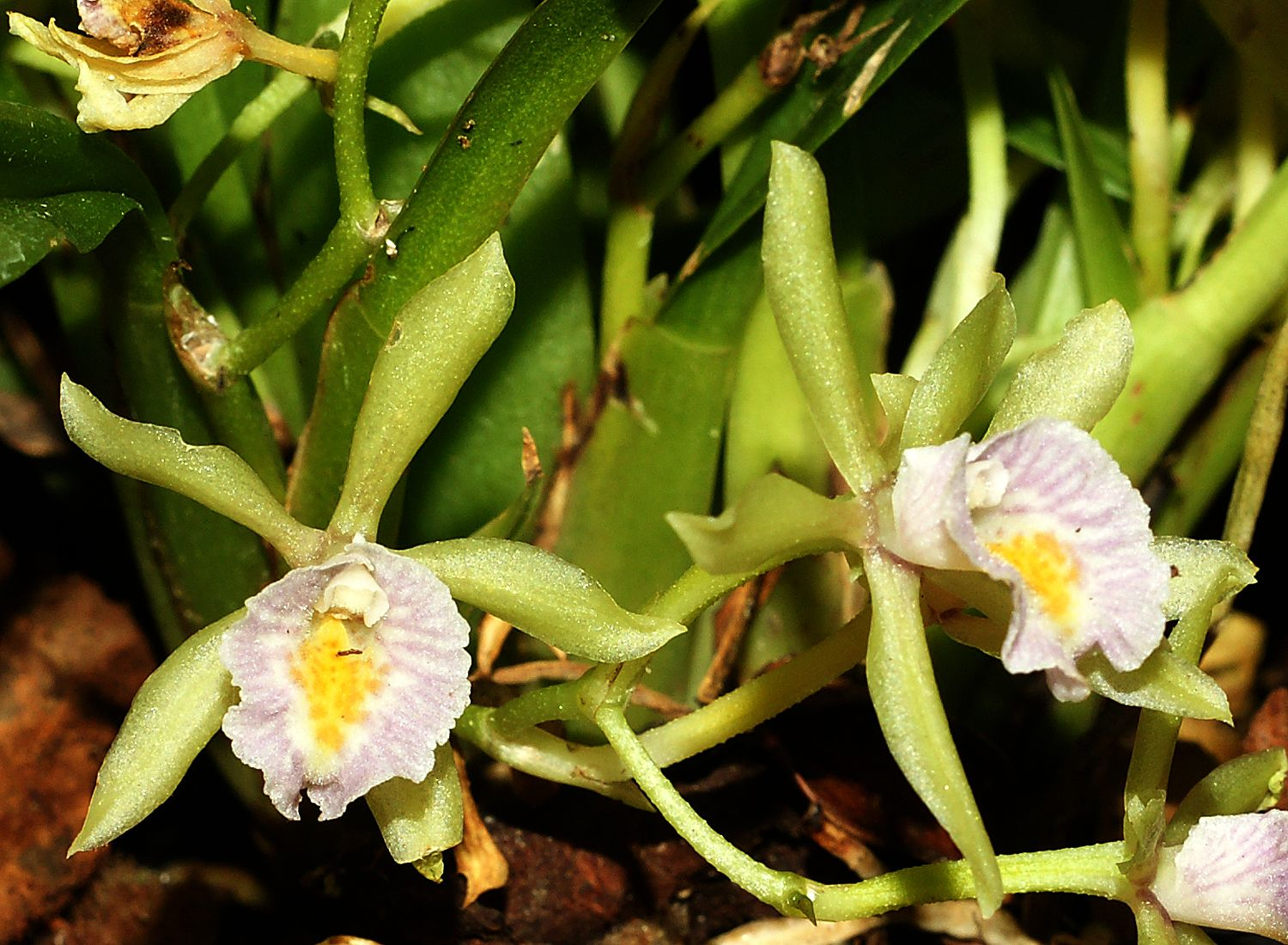
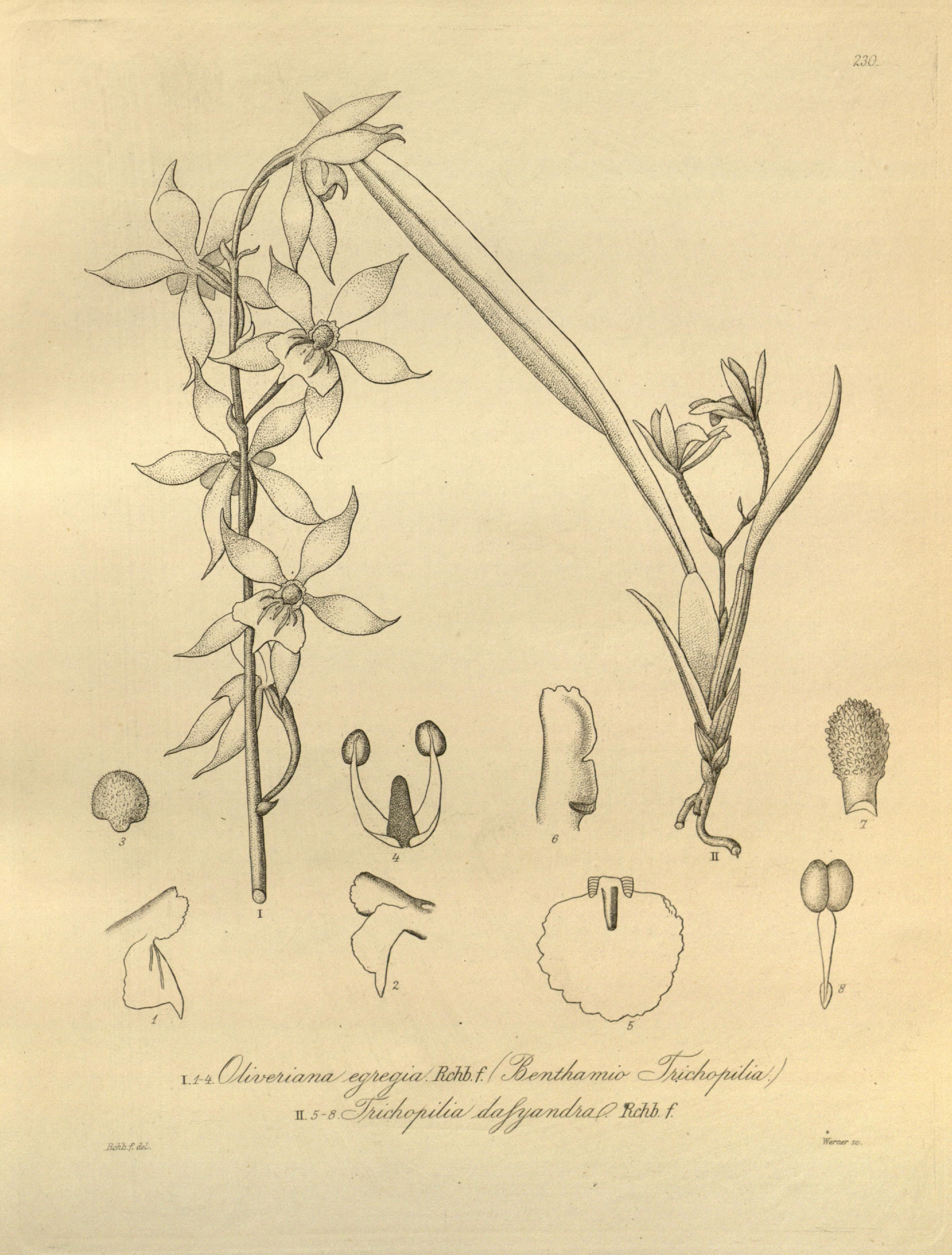